# پیر برونه
پیر برونه (فرانسوی: Pierre Brunet‎؛ ۲۸ ژوئن ۱۹۰۲ – ۲۷ ژوئیهٔ ۱۹۹۱) اسکیت‌باز نمایشی اهل فرانسه بود.